# Vijnicioara, Vijnița
Vijnicioara, cunoscut și sub denumirea de Vijenca (în ucraineană Виженка, transliterat: Vîjenka și în germană Wizenka) este un sat reședință de comună în raionul Vijnița din regiunea Cernăuți (Ucraina). Are 1,321 locuitori, preponderent ucraineni (huțuli).
Satul este situat la o altitudine de 448 metri, în partea de nord-vest a raionului Vijnița.

## Istorie
Localitatea Vijnicioara a făcut parte încă de la înființare din regiunea istorică Bucovina a Principatului Moldovei. În ianuarie 1775, ca urmare a atitudinii de neutralitate pe care a avut-o în timpul conflictului militar dintre Turcia și Rusia (1768-1774), Imperiul Habsburgic (Austria de astăzi) a primit o parte din teritoriul Moldovei, teritoriu cunoscut sub denumirea de Bucovina. După anexarea Bucovinei de către Imperiul Habsburgic în anul 1775, localitatea Vijnicioara a făcut parte din Ducatul Bucovinei, guvernat de către austrieci, făcând parte din districtul Vijnița (în germană Wiznitz). 
După Unirea Bucovinei cu România la 28 noiembrie 1918, satul Vijnicioara a făcut parte din componența României, în Plasa Răstoacelor a județului Storojineț. Pe atunci, majoritatea populației era formată din ucraineni, iar o minoritate importantă o formau evreii. În perioada interbelică, a funcționat în sat o Casă ucraineană de lectură .
Ca urmare a Pactului Ribbentrop-Molotov (1939), Bucovina de Nord a fost anexată de către URSS la 28 iunie 1940. Bucovina de Nord a reintrat în componența României în perioada 1941-1944, fiind reocupată de către URSS în anul 1944 și integrată în componența RSS Ucrainene. 
Începând din anul 1991, satul Vijnicioara face parte din raionul Vijnița al regiunii Cernăuți din cadrul Ucrainei independente. Conform recensământului din 1989, numărul locuitorilor care s-au declarat români plus moldoveni era de 7 (6+1), adică 0,54% din populația localității . În prezent, satul are 1.321 locuitori, preponderent ucraineni.

## Demografie
Componența lingvistică a comunei Vijnicioara
     Ucraineană (98,71%)
     Alte limbi (1,14%)
Conform recensământului din 2001, majoritatea populației comunei Vijnicioara era vorbitoare de ucraineană (98,71%), existând în minoritate și vorbitori de alte limbi.
1989: 1.294 (recensământ)
2007: 1.321 (estimare)

### Recensământul din 1930
Componența etnică a comunei Vijnicioara (județul Storojineț)
     Români (3,58%)
     Germani (1,17%)
     Evrei (14,01%)
     Ruteni (76,97%)
     Polonezi (4,27%)
Componența confesională a comunei Vijnicioara
     Ortodocși (75%)
     Romano-catolici (5,37%)
     Mozaici (14,01%)
     Greco-catolici (5%)
     Altă religie (0,62%)
Conform recensământului efectuat în 1930, populația comunei Vijnicioara se ridica la 1.620 locuitori. Majoritatea locuitorilor erau ruteni (76,97%), cu o minoritate de germani (1,17%), una de evrei (14,01%), una de români (3,58%) și una de polonezi (4,27%). Din punct de vedere confesional, majoritatea locuitorilor erau ortodocși (75,00%), dar existau și romano-catolici (5,37%), mozaici (14,01%) ;i greco-catolici (5,00%). Alte persoane au declarat: evanghelici\luterani (3 persoane), armeano-catolici (5 persoane), baptiști (1 persoană) și fără religie (1 persoană).

## Obiective turistice
Localitatea este amplasată pe teritoriul Parcului Național Vijnița, la sud de orașul Vijnița cu care practic se contopește. Pe teritoriul comunei se află stațiunea montană Nimcici, cea mai veche stațiune turistică și de schi din Carpații Bucovinei de Nord, întemeiată înainte de primul război mondial, în perioada când ținutul făcea parte din Austro-Ungaria. 
Din punct de vedere arhitectonic se remarcă:
- Biserica de lemn cu hramul "Sf. Ioan de la Suceava" - construită în anul 1792; are și o clopotniță din aceeași perioadă [5]
- Biserica de lemn cu hramul "Sf. Nicolae" - construită între anii 1921-1925 [6]